# Fond du Lac, Wisconsin

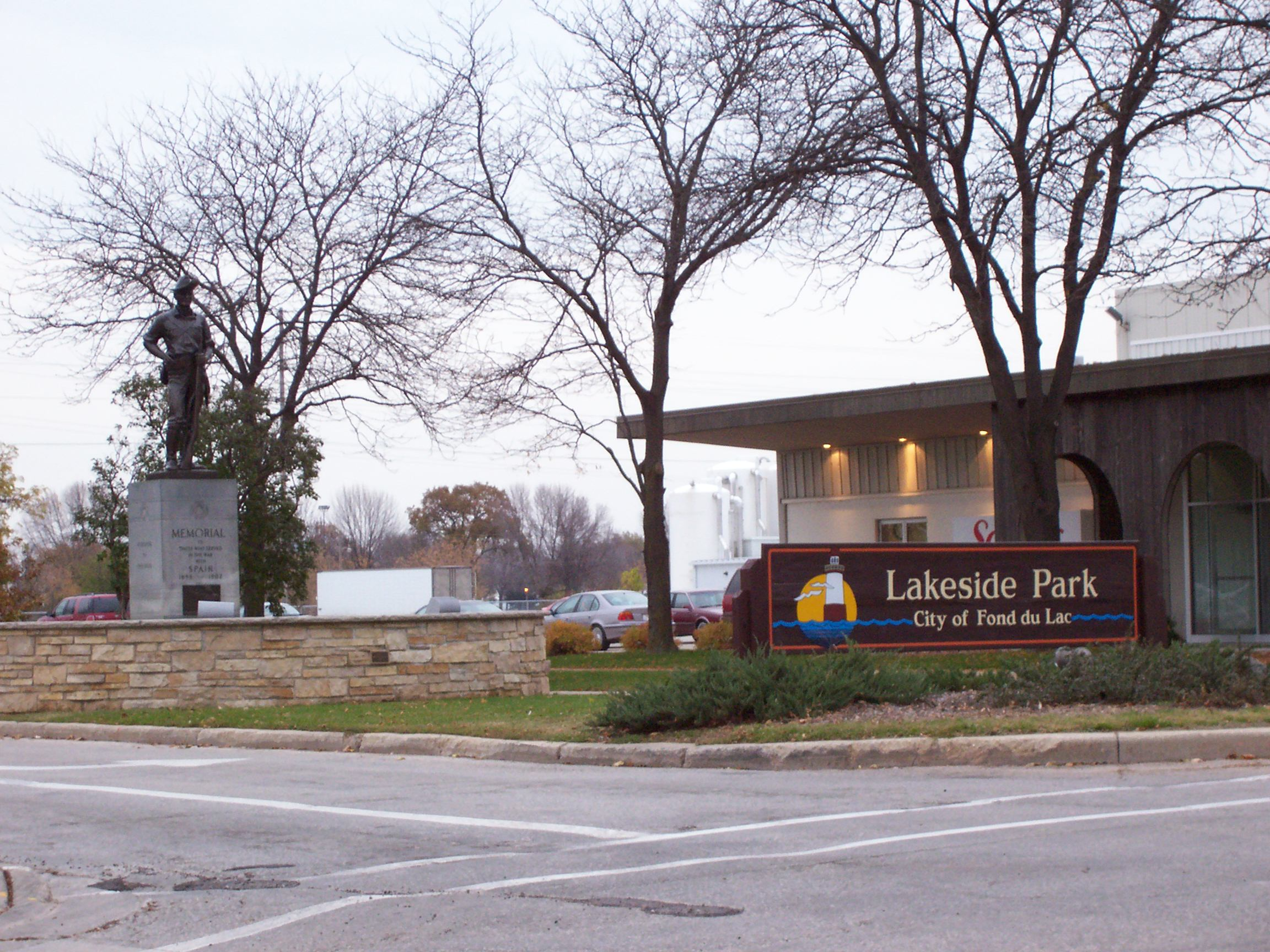
Cổng vào công viên bờ hồ

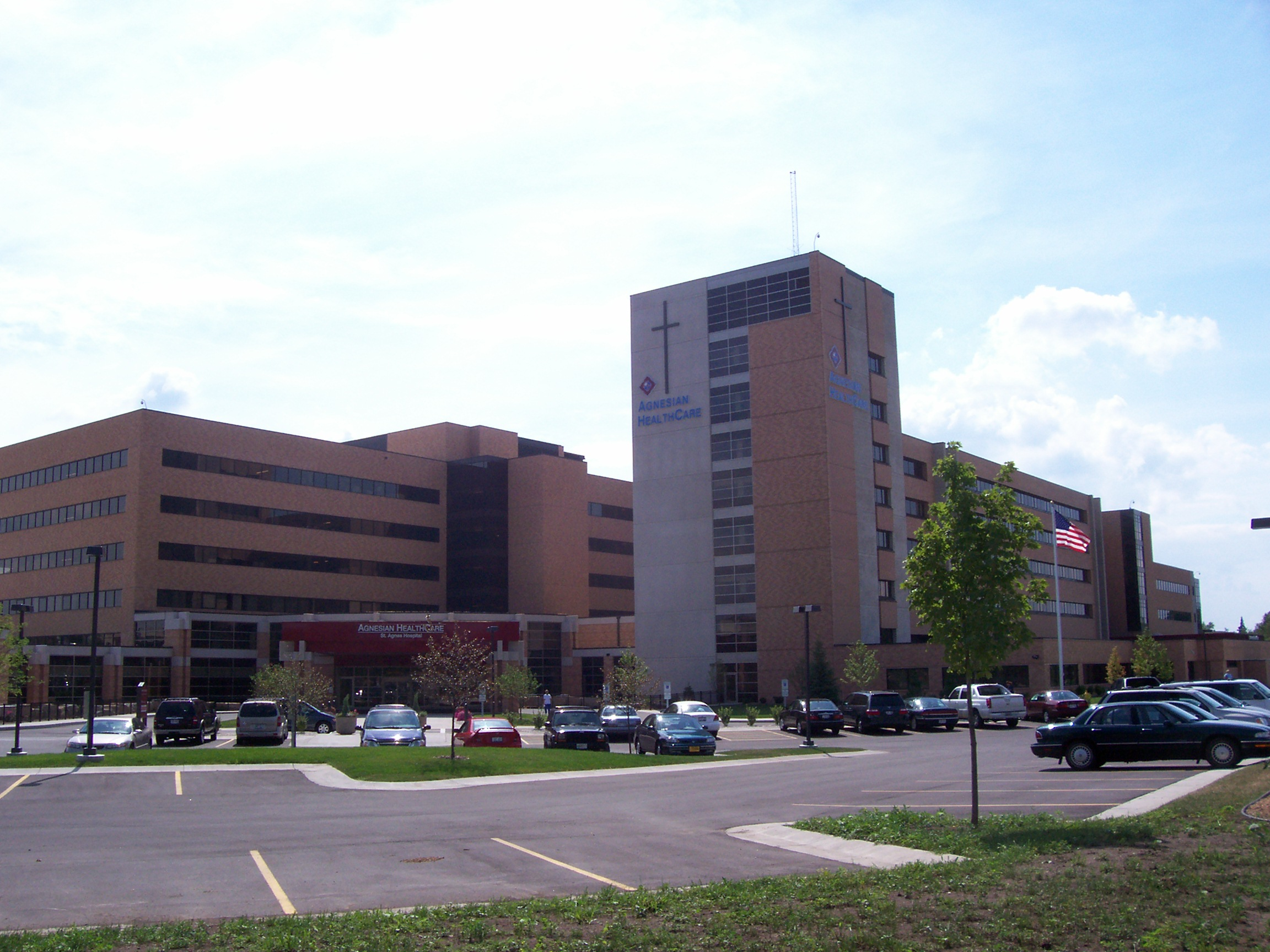
Agnesian HealthCare

Fond du Lac là một thành phố ở Quận Fond du Lac, tiểu bang Wisconsin,  Hoa Kỳ. Tên gọi trong tiếng Pháp có nghĩa là Đáy hồ (các cách dịch khác cũng bao gồm Chân hồ  hoặc Farthest End of the Lake ), do thành phố này nằm ở đáy (phía nam) của Hồ Winnebago. Dân số là 42.203 người theo cuộc điều tra dân số năm 2000. Thành phố tiếp giáp với Thị trấn Fond du Lac, dù một phần nhỏ giáp với các thị trấn kế bên. Tên thông tục của Fond du Lac là "Fondy".
Cùng với các cộng đồng xung quanh, theo điều tra năm 2000, vùng đô thị Fond du Lac có dân số 57.479 người. Thành phố tạo thành lõi của  Vùng thống kê đô thị Fond du Lac của Cục điều tra dân số Hoa Kỳ, một khu vực bao gồm Quận Fond du Lac (dân số năm 2000: 97.296), và khi kết hợp với Vùng thống kê đô thị' WI, (thành phố) 'Beaver Dam, tạo thành Vùng thống kê kết hợp' Đại 'Fond du Lac-Beaver Dam, WI. Nó được chọn là một vùng đô thị an toàn nhất ở Hoa Kỳ theo ấn bản Xếp hạng tội phạm thành phố năm 2006 của Morgan Quitno Press.

## Giáo dục
Fond du Lac có hai trường trung học: Trường trung học Fond du Lac, một trường phổ thông công lập thay thế Trường trung học Goodrich năm 2001; Trường trung học St. Mary Springs, một trường tư Công giáo; Học viện Winnebago Lutheran, một trường  Lutheran (Wisconsin Evangelical Lutheran Synod) l; và Trường Thiên chúa giáo Fond du Lac, một trường phổ thông Thiên chúa giáo.
Fond du Lac là nơi có 3 trường cao đẳng: Cao đẳng Marian, một trường cao đẳng Công giáo 4 năm;  Đại học Wisconsin-Fond du Lac, một trường cao đẳng 2 năm ở Hệ thống Đại học Wisconsin; và Cao đẳng Kỹ thuật Moraine Park, một trường cao đẳng kỹ thuật ở Hệ thống Cao đẳng Kỹ thuật Wisconsin.